# 라틴 유럽

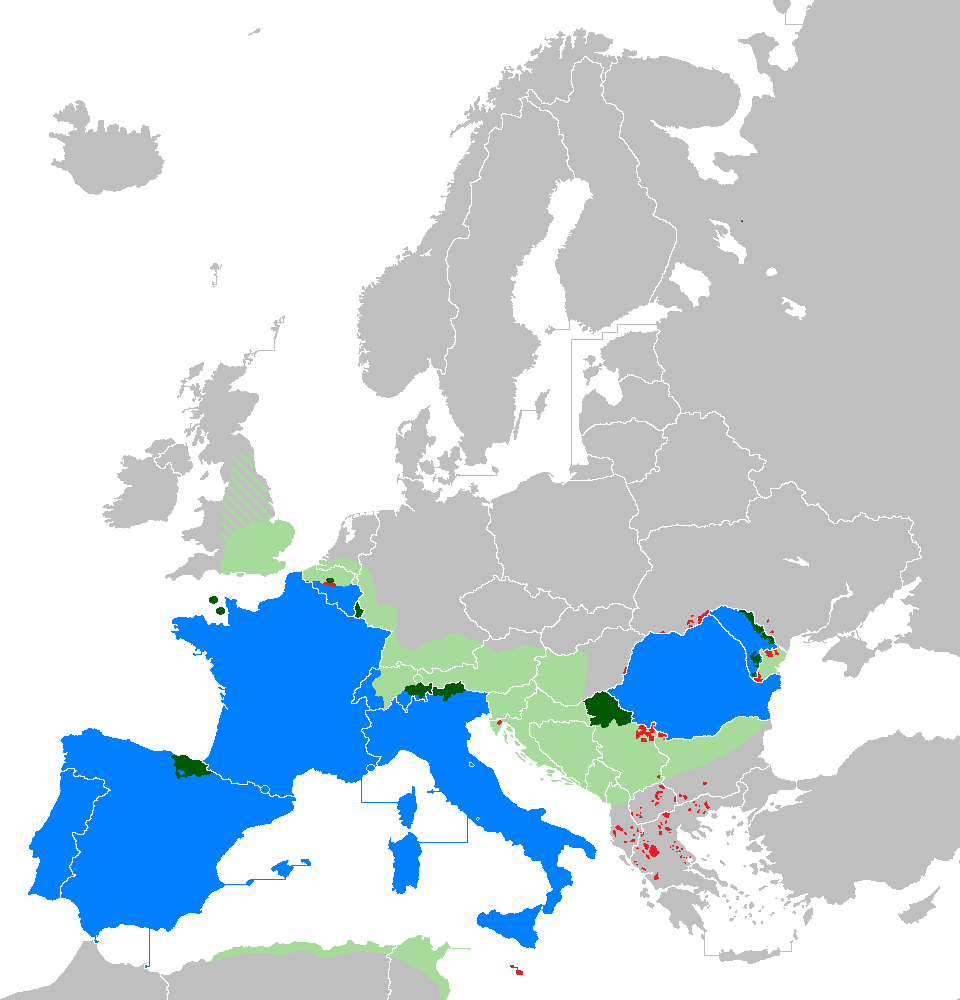
라틴유럽
파란색: 로망스어를 국어로 쓰는 나라 또는 지역
녹색: 로망스어를 공용어로 쓰는 나라 또는 지역

라틴유럽(Latin Europe)은 유럽에서 로망스어군의 언어를 쓰는 나라와 지역을 말하며 게르만족이나 슬라브족과는 다른 문화를 가지고 있다.
라틴 유럽의 문화는 로마 제국에 바탕을 두고 있다. 라틴 유럽 나라는 루마니아·모나코·몰도바·바티칸 시국·산마리노·안도라·에스파냐·이탈리아·포르투갈·프랑스를 포함한다. 그밖에 벨기에의 왈로니나 스위스의 프랑스어·이탈리아어 사용 지역을 포함한다. 이들 나라의 대부분은 라틴 연합의 회원국이다. 이들 나라의 일부 지역은 비라틴계 정체성을 띠고 있는 곳도 있다. 프랑스의 알자스나 프랑스령 플랑드르, 또는 이탈리아의 남티롤 지역은 게르만 계통에 뿌리를 두고 있다. 프랑스의 브르타뉴나 에스파냐의 갈리시아나 이스투리아스 지역은 켈트의 영향을 받고 있다. 바스크 지역은 바스크어를 사용한다.
지리적으로는 라틴 유럽은 서남유럽(프랑스, 이탈리아, 에스파냐, 포르투갈 및 인접 소국)을 말한다. 루마니아와 몰도바는 동유럽의 다른 슬라브 국가에 싸여 고립되어 있어 넣지 않는다.

## 같이 보기
- 라틴 민족
- 라틴 아메리카
- 게르만 유럽
- 슬라브 유럽